# Roxana Randón
Roxana Randón (San Juan, Argentina; 17 de mayo de 1948) es una actriz de cine, teatro y televisión, y directora y docente teatral argentina. Es madre del actor Leonardo Sbaraglia y del músico Pablo Sbaraglia.

## Carrera
Desde muy chica estudió danza clásica, piano y le encantaba escribir por eso cuando terminó el colegio secundario decidió seguir la carrera de periodismo. Mientras estudiaba su carrera universitaria, ejerció como maestra en un colegio de Villa del Parque donde tuvo como alumna a Claudia Villafañe.
Luego de casarse se alejó del ambiente para dar clases de piano e inglés. Comenzó su carrera como actriz a los 26 años cuando un día su marido le llevó un volante de mimo y ella se anotó en teatro. Estudió danzas clásocas entre 1960y 1966 en la Escuela Argentina de danzas Clásicas, y entre 1976 y 1978 hizo Danza Moderna con la profesora Graciela Luciani en su estudio de Capital Federal. Entre otros estudios que realizó para formarse se encuentran la de Mimo Contemporáneo-Alberto Saja, pantomima con Ángel Elizondo, gimnasia Consciente y expresión Corporal, doblaje y técnica de la palabra.
Desde hace más de 30 años, Roxana abrió Espacio Abierto, un estudio teatral del cual anualmente se reciben más de 100 alumnos que luego ejercen la profesión. También enseño actuación en el Teatro Estudio Julio Chávez. Fue maestra de artistas como Marcela Coronel, Diego Ramos, Gonzalo Heredia y Maju Lozano.
En cine trabajó en varias películas de la mano de grandes directores como Juan José Jusid, Mario David, Alejandro Sessa, Gustavo Mosquera R., Pablo César, Carlos Lozano Dana, Juan De Francesco, Gabriel Nicoli y Juan Manuel Ribelli. Trabajó en filmes como La cruz invertida (1985) con Oscar Martínez y Ana María Picchio; Made in Argentina (1987) con Luis Brandoni, Marta Bianchi, Leonor Manso, Patricio Contreras y Hugo Arana; La sagrada familia (1988) con Ariel Bonomi y Nilda Raggi; Fuego gris (1994) junto a Cristina Banegas, María Victoria D'Antonio y Arturo Bonín; 2001: mientras Kubrick estaba en el espacio (2016) con Alan Daicz y Malena Villa; Corazón negro (2019) con Naty Menstrual; y Esencial (2021) junto a Emilia Attias, Turco Naim y Gastón Pauls. También intervino como directora de actores para la película De cerca nadie es normal con la dirección de Marcelo Mosenson.
En televisión actuó en varias ficciones y unitarios como Rosa... de lejos, Valeria, Amigos son los amigos, ¡Grande, pa!, Verdad consecuencia, Campeones de la vida, R.R.D.T., 1000 millones, Amas de casa desesperadas, Mujeres asesinas, Son de Fierro, y Guapas.
En teatro actuó en decenas de obras como fueron El casamiento, El manicomio, Cosméticos, El misterio del ramo de rosas, Argumento para una novela corta, Beso a beso, Pendular, La bámbola, Situación Límite -Agresiones', Bastarda sin nombre, La familia del Jorobado,Marcela, La mujer que quería otra cosa, La Novela de mi Vida, La que besó y la que no besó, Melodías de Diván, El fruto más amargo y Cosméticos. Como directora teatral hizo obras como El año de la peste, Ciudad en fuga, La pinguina, Cerca, La voz humana, La farsa del corazón, Jaboco y el porvenir está en los huevos, Un sonoro retintín, Y llegaron los artistas, La importancia de llamarse Ernesto" y Cabaret club, entre muchas otras. Estuvo nominada como mejor actriz en los Premios ACE 2002.

## Filmografía

### Cine
- 2024: Sin salida
- 2021: Esencial
- 2019: Corazón negro
- 2016: 2001: mientras Kubrick estaba en el espacio
- 2015: Huesitos de pollo
- 2013: Visiones
- 2006: Vecinos (corto)
- 2000: Casanegra
- 1994: Fuego gris
- 1988: La sagrada familia
- 1988: Lo que vendrá
- 1987: Baño turco (corto)
- 1987: Stormquest
- 1987: Made in Argentina
- 1985: La cruz invertida

### Televisión
- 2024: Coppola, el representante como Ana
- 2020: La persuasión como Videncia
- 2014: Guapas como Estela
- 2012: Sos mi hombre como  La madre falsa del "Turco"
- 2012: La viuda de Rafael
- 2008: Son de Fierro como Rita (Madre)
- 2006: Amas de casa desesperadas como Luisa
- 2006: Mujeres asesinas, en el episodio Nélida, tóxica como Madre de Nélida
- 2002: 1000 millones como Josefina "Fina" Prado Calets
- 1999: Campeones de la vida como Ana María
- 1998: Ojitos verdes como Madre de Diego
- 1998: Casablanca
- 1998: Verdad consecuencia como Gloria
- 1997: R.R.D.T.
- 1995: Poliladron
- 1995: La hermana mayor
- 1993: Dos al toque
- 1993: Donde estas amor de mi vida
- 1992: Personas y personajes
- 1991/1992: El gordo y el flaco
- 1991: ¡Grande, pa! como Rosalía (mucama)
- 1990: Amigos son los amigos
- 1990: Especial de ciencia y técnica
- 1990: Unitarios de Héctor Alterio
- 1989: Clave de sol
- 1988: El mago
- 1988:Los especiales de ATC, especial "Discepolín"
- 1988: La fiesta
- 1987/1989: Hombres de ley
- 1987: Un viernes con Luisina
- 1987: Valeria
- 1987: Por siempre amigos
- 1987: Valeria
- 1985: Solo un hombre
- 1984: Buscavidas
- 1980: Romina
- 1980: Rosa... de lejos

### Video
- 2003: 24 hs en la city

## Teatro
Como actriz:
- Cosméticos, dirigida por Julio Ordano, con Cecilia Labourt, Mariangeles Bonello, María Laura Cali y Julieta Ceolin.
- El misterio del ramo de rosas
- Argumento para una novela corta
- Beso a beso
- Pendular
- La bámbola
- Situación Límite -Agresiones
- Bastarda sin nombre
- La familia del Jorobado
- Marcela
- La mujer que quería otra cosa
- La Novela de mi Vida
- La que besó y la que no besó
- Melodías de Diván
- El fruto más amargo
- La casa de las palomas
- Glamour Infame presenta: Fragmentaciones Urbanas
- Sábado de vino y gloria
- Madame de Sade
- El casamiento
- El manicomio
- La comunicación
- El verano
- Los prójimos
- El andador
- Corazón de biscuchuelo

Como directora:
- Jacobo y el Porvenir está en los Huevos
- Tumbada blanca en blanco
- Narices Rojas ¡presente! Juego, escuela y medio ambiente
- Pendular
- El último pasaje
- Memorias de los ‘70
- La reconstrucción de los peces
- Reflejos en el tocador
- El año de la peste
- Ciudad en fuga
- La pinguina
- Cerca
- La voz humana
- La farsa del corazón
- Un sonoro retintín
- Y llegaron los artistas
- La importancia de llamarse Ernesto"
- Cabaret club

Como coordinadora general:
- Un sonoro retintin
- En familia / la esperada
- Collares de flores
- Miracolosa
- Naciente
- Binario
- Cuántica
- Sangre B
- Nosotras

Como productora ejecutiva:
- Tumbada blanca en blanco
- La bámbola

Como vestuarista:
- Memorias de los ‘70

Como escenógrafa:
- Memorias de los ‘70
- Reflejos en el tocador